# ルネ・マイエール (実業家)
ルネ・マイエール（René Mayer、1925年 - ）は、フランスの実業家。現代フランスのファッション業界に君臨するクリスチャン・ディオールの取締役会長兼社長 (PDG) だった。

## 略歴
- 1925年、アフリカ大陸のフランス領下チュニスに生まれる。
- 1944年-1946年、フランス陸軍第一軍（仏：1re armée française）に召集される。
- 1947年、エコール・ポリテクニークでの特別進級の第一回の認定を受ける。
- 1950年-1952年、土木官吏の職団 (Corps des Ponts et Chaussées) で昇任する。
- 1952年-1957年、コンスタンティーヌ（アルジェリア）の土木技官 (Ingénieur des Ponts et Chaussées) として、道路や空港、都市用と農業用の用水路を担当した。
- 1957年-1962年、住宅局長 (Directeur de l'Habitat)、その後1960年から1962年までアルジェリアのコンスタンティーヌで国土形成計画 (Aménagement du Territoire) の事務総長 (Secrétaire général) 兼計画課長 (Chef du service du Plan) を務める。
- 1963年-1964年、ギリシア政府への国際連合使節団の団長を務める。
- 1964年-1967年、建設省で国土開発都市計画局 (DAFU) の次長 (Directeur adjoint) を務める。
- 1967年-1974年、PACA地域圏の地域圏整備局長 (Directeur régional de l'Equipement)、エクス・マルセイユ第二大学 (université Aix-Marseille II) の理事 (Administrateur)、二つの研究科 (UER) 及びマルセイユ工科学校 (École des Ingénieurs de Marseille)（エコール・サントラル・ドゥ・マルセイユの前身）の理事。
- 1969年-1975年、土木技師協会 (Association des Ingénieurs des Ponts et Chaussées) の会長 (Président)。
- 1974年-1980年、IGN（国立地理研究所、Institut géographique National）の所長 (Directeur général)。
- 1976年-1977年、エクス＝アン＝プロヴァンスの市議会議員。
- 1980年-1982年、建築科学技術センター (Centre scientifique et technique du Bâtiment (CSTB)) の理事長 (PDG)。
- 1982年-1986年、ブサック サン フレーレ社の取締役会長兼社長 (PDG)、他に、クリスチャン・ディオール グループ、ボン・マルシェ百貨店、コンフォラマなどの経営者。
- 1987年-1990年、新しい情報技術の計画委員会 (Comité du Plan sur les nouvelles technologies de l'information) の委員長 (Président)。
- 1993年-1994年、欧州委員会第13総局（電気通信担当）の"IMPACT"計画評価委員会の委員長。
- 1991年-2000年、CNIG（地理情報国家評議会、Conseil National de l’Information Géographique）の経済委員会 (Commission économique) の委員長。アクロポリス (Akropolis) の設立時会長 (Président fondateur )。
- 1990年-2004年、CSF（官吏の共済団体、Crédit social des Fonctionnaires）の副会長 (Vice-président)。

レジオンドヌール勲章のコマンドゥール。国家功労勲章のコマンドゥール。教育功労章のオフィシエ。l’Istiqlal, Ordre national jordanien のグラントフィシエ。
下記のフランスによるアルジェリア弾圧時代、フランス領アルジェリア総督の右腕だった。
- ロベール・ラコスト総督(1956.2.2 - 1958.5.13)
- アンドレ・ミッテール総督(1958.5.13 - 1958.6.1)ジャック・マシュ公安委員会委員長
- ラウル・サラン総督代理(1958.6.7 - 1958.12.12)アルジェリア派遣軍司令官と兼務。事実上の軍政
- ポール・ドルーブリエ総督代理(1958.12.12 - 1960.11.23)
- ジャン・モラン総督代理(1960.11.23 - 1962.3.19)